# Mark Bartchak
Mark Leonard Bartchak (ur. 1 stycznia 1955 w Cleveland) – amerykański biskup katolicki polskiego pochodzenia, biskup Altoona-Johnstown od 2011. 

## Życiorys
Święcenia kapłańskie przyjął w 1981 z rąk bpa Michaela Murphy'ego i został indkardynowany do diecezji Erie. Pracował przez wiele lat jako duszpasterz parafialny i jako pracownik sądu biskupiego. W latach 2002–2003 był wiceprzewodniczącym organizacji kanonistów amerykańskich, a w latach 2003-2004 pełnił funkcję jej przewodniczącego.
14 stycznia 2011 został mianowany biskupem diecezji Altoona-Johnstown. Sakry biskupiej udzielił mu 19 kwietnia 2011 kard. Justin Francis Rigali. 